# Тодоровский, Андрей
Андрей Тодоровский (макед. Андреј Тодороски; род. 19 апреля 1999, Прилеп) — македонский футболист, атакующий полузащитник клуба «Спартак».

## Клубная карьера
Тодоровский — воспитанник клубов «Победа» и австрийских «Рапид» и «Фёрст». В 2017 году он дебютировал за основной состав последних. В 2018 году Тодоровский подписал контракт с командой «Флоридсдорф». 29 июля в матче против «Амштеттена» он дебютировал во Второй австрийской Бундеслиге. 12 августа в поединке против «Юниорс» Андрей забил свой первый гол за «Флоридсдорф». В 2020 году игрок выступал за «Винер Шпорт-Клуб».
В 2021 году Тодоровский перешёл в «Спартак» из Суботицы. 18 июля в матче против «Раднички» он дебютировал в сербской Суперлиге. 18 сентября в поединке против «Чукарички» Андрей забил свой первый гол за «Спартак».